# Dussumieria elopsoides
Dussumieria elopsoides är en fiskart som beskrevs av Bleeker, 1849. Dussumieria elopsoides ingår i släktet Dussumieria och familjen sillfiskar. Inga underarter finns listade i Catalogue of Life.